# Kleinbeek
Kleinbeek ist eine Hofschaft im Stadtbezirk Ronsdorf der bergischen Großstadt Wuppertal in Nordrhein-Westfalen/Deutschland.

## Lage und Beschreibung
Die Ortschaft mit neun Einwohnern (Stand 2007) liegt im Wohnquartier Erbschlö-Linde östlich des Ortszentrums von Ronsdorf und des Straßendorfs Linde. In der unmittelbaren Nähe verlaufen die Bundesautobahn 1 mit der Ausfahrt Wuppertal-Ronsdorf und  die heutige Landesstraße 58 (ehemals Bundesstraße 51). Hier verkehren auch mindestens stündlich überörtlich Linienbusse.
Benachbarte Orte sind neben Linde die Hofschaften und Weiler Groß- und Kleinsporkert, Wefelpütt und Hastberg mit der Hastberger Mühle. Kleinbeek ist vom Erscheinungsbild her ländlich geprägt, aber die Landwirtschaft spielt im Haupterwerbszweig praktisch keine Rolle mehr. Neben weiteren Wald- und Naturgebieten befindet sich in der Nähe das Naherholungsgebiet Staatsforst Marscheider Wald. Der Marscheider Bach, ein direkter Zufluss der Wupper, fließt unmittelbar am Ort vorbei.

## Geschichte
Die erste urkundliche Erwähnung von Kleinbeek als In der Beek fand im Jahr 1547 statt. Der Ort gehörte im Spätmittelalter und der frühen Neuzeit zu der Honschaft Erbschloe im Kirchspiel Lüttringhausen des Amtes Beyenburg.
1832 gehörte Kleinbeek als Beek zur Marscheider Rotte des ländlichen Außenbezirks der Stadt Ronsdorf. Der laut der Statistik und Topographie des Regierungsbezirks Düsseldorf als Weiler kategorisierte Ort besaß zu dieser Zeit sechs Wohnhäuser und drei landwirtschaftliche Gebäude. Zu dieser Zeit lebten 30 Einwohner im Ort, zwei katholischen und 28 evangelischen Glaubens. Im Gemeindelexikon für die Provinz Rheinland von 1888 werden vier Wohnhäuser mit 36 Einwohnern angegeben.

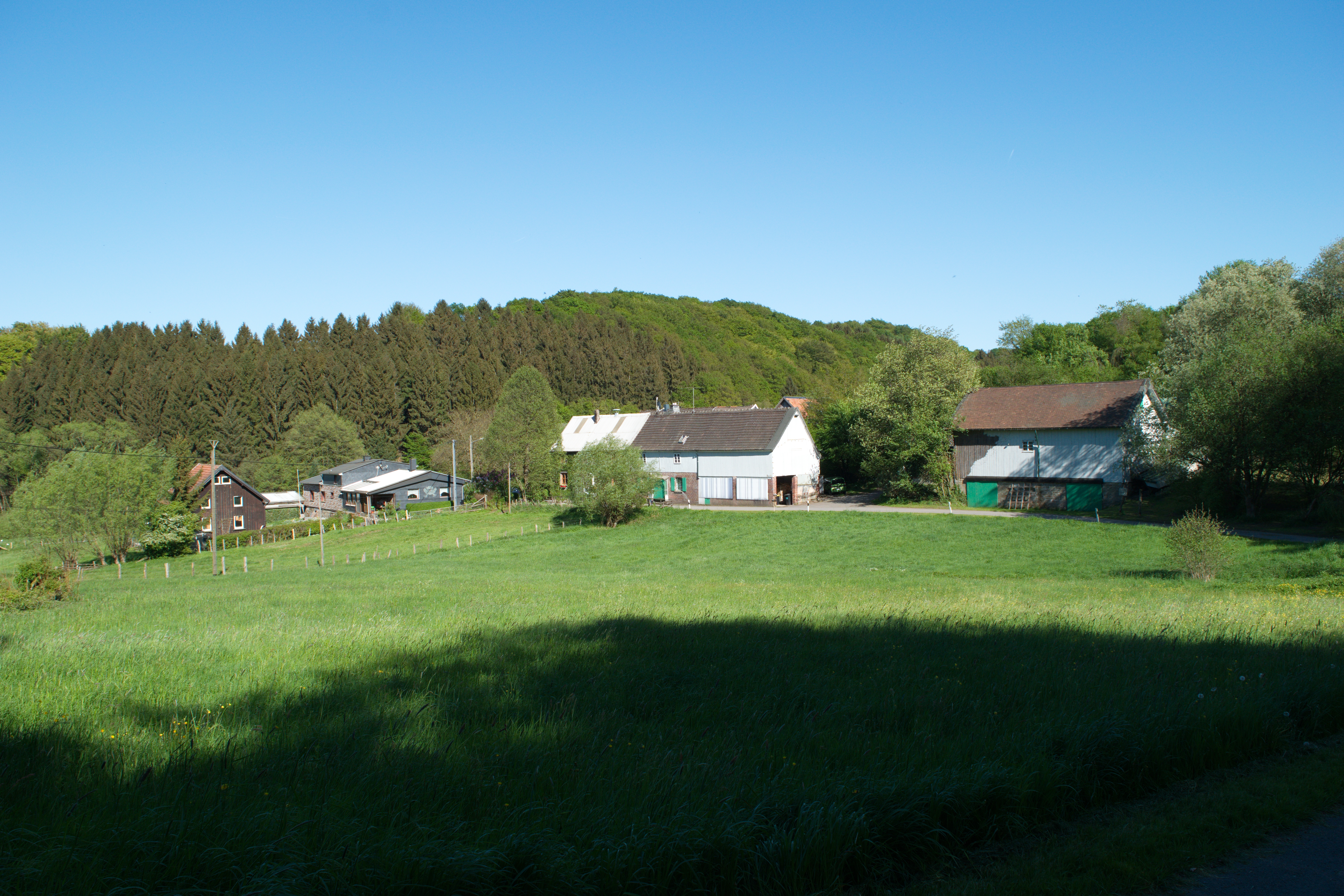
Kleinbeek
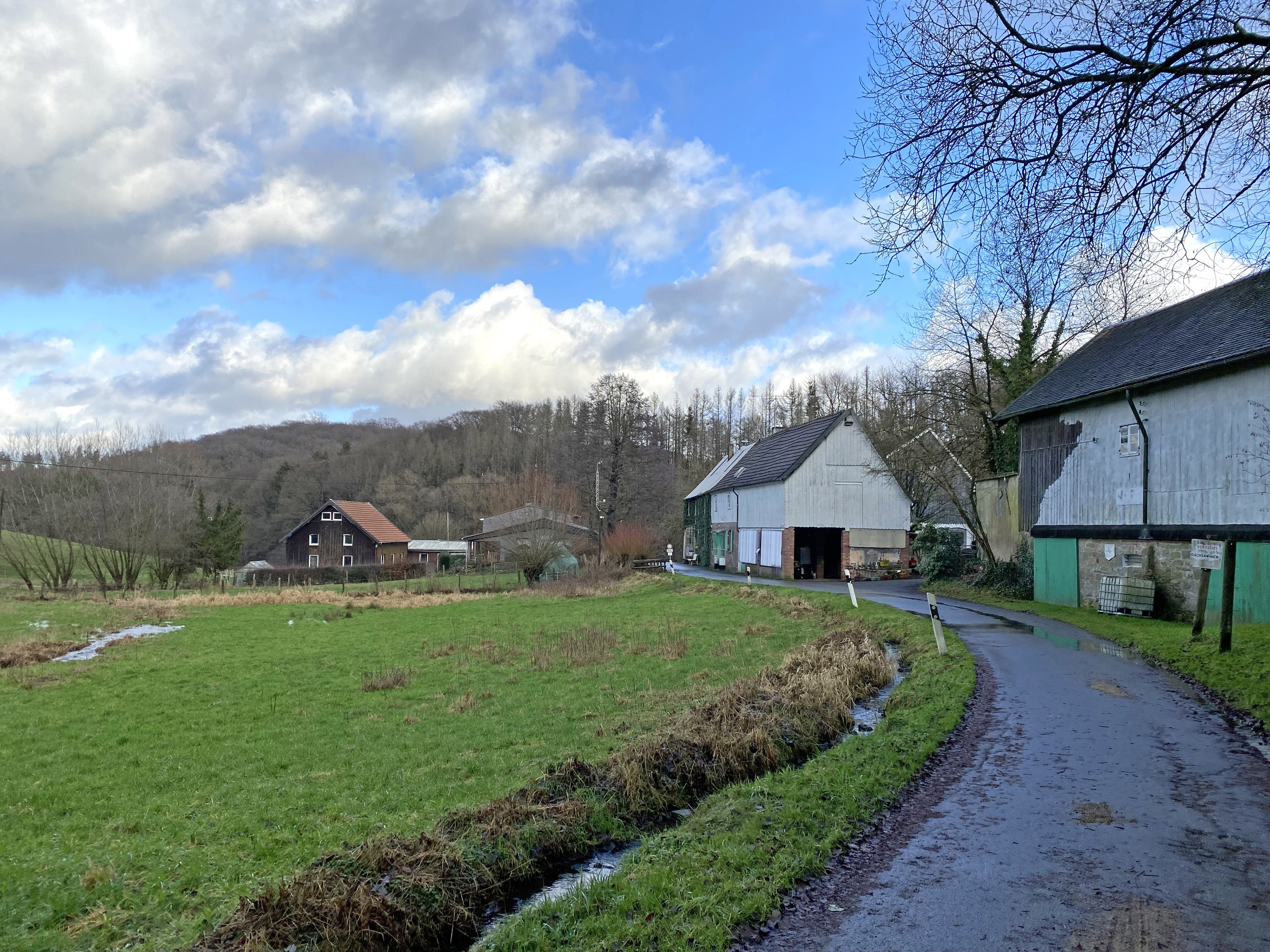
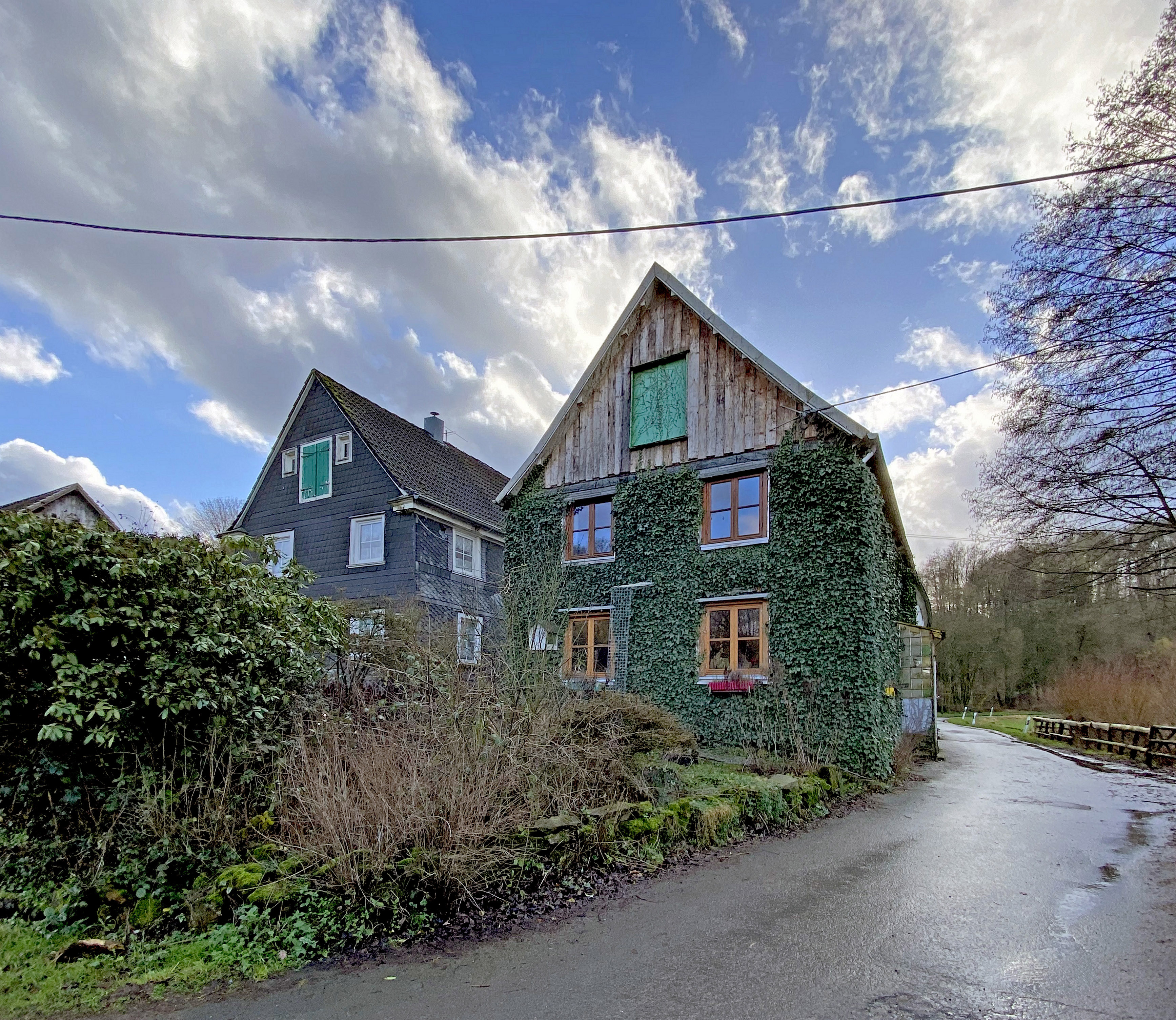
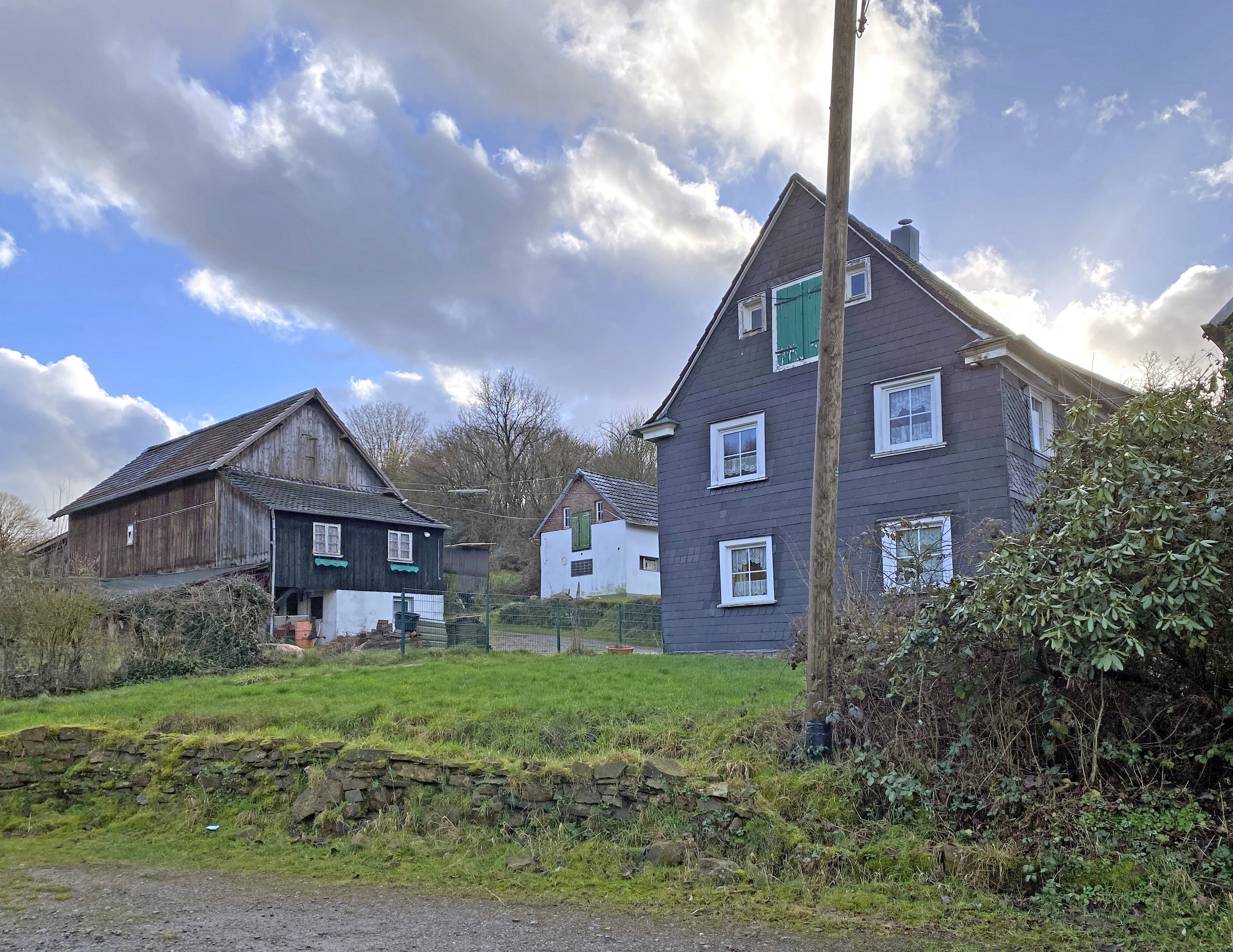